# Battaglia di Malaga
La battaglia di Malaga è stata una battaglia che ebbe luogo il 24 agosto 1704 presso Malaga, nel corso della guerra di successione spagnola.